# Crocidura canariensis
Crocidura canariensis là một loài động vật có vú trong họ Chuột chù, bộ Soricomorpha. Loài này được Hutterer, Lopez-Jurado & Vogel mô tả năm 1987.

## Hình ảnh

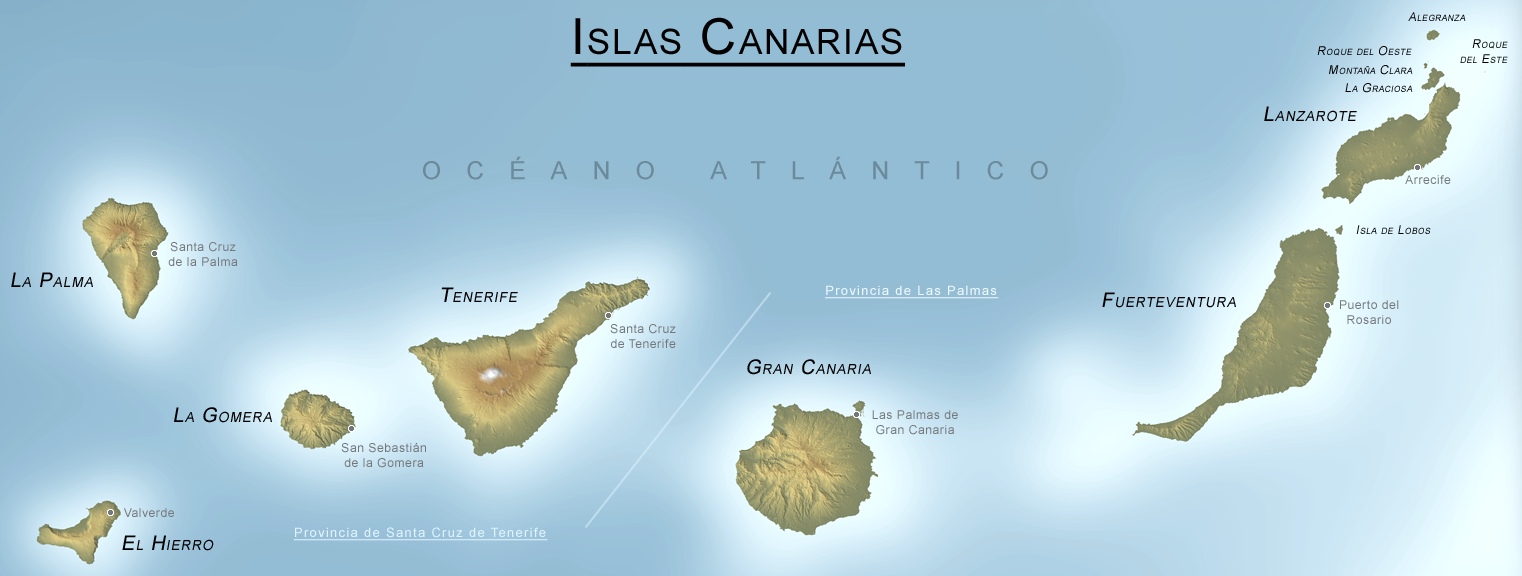
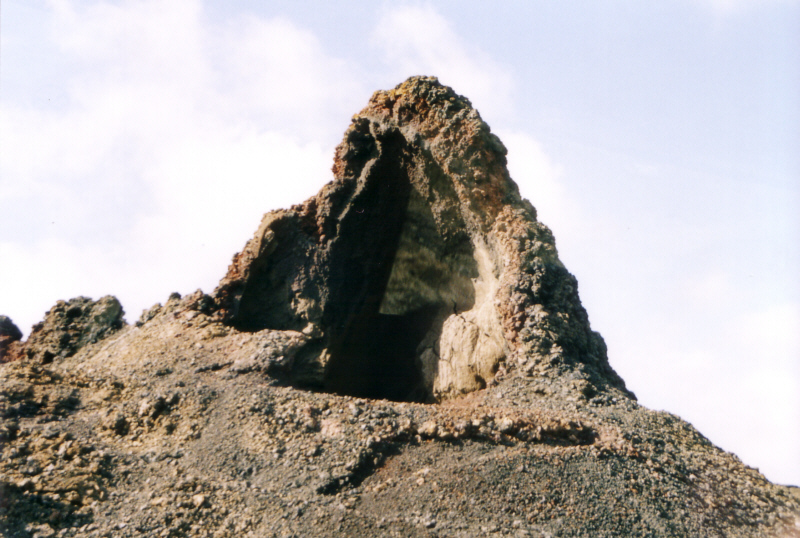
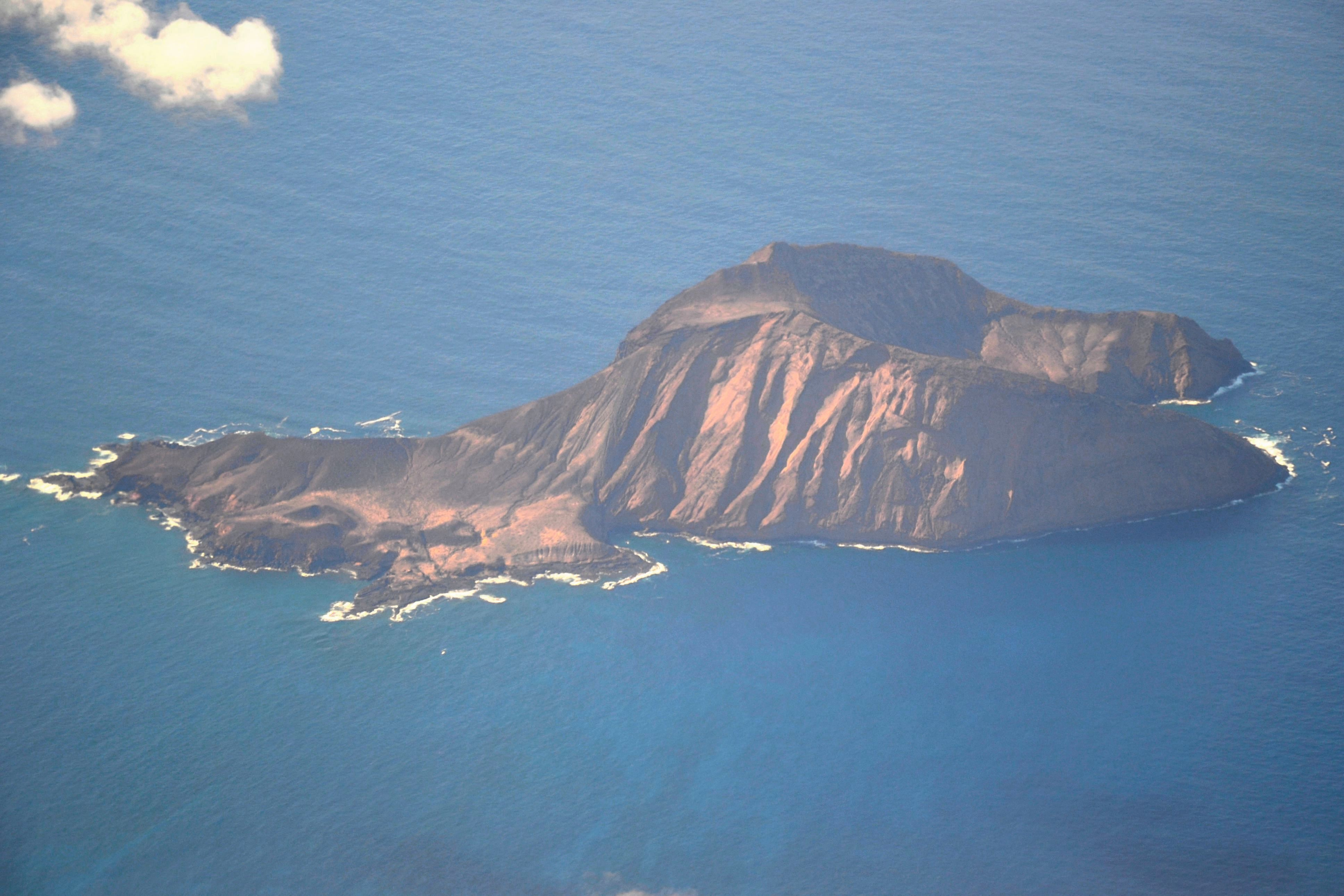
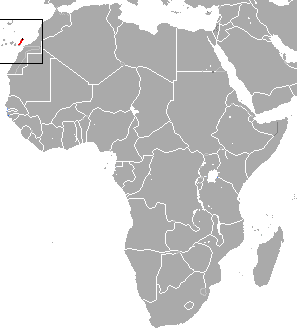